# Борганцо (Империја)
Борганцо је насеље у Италији у округу Империја, региону Лигурија.
Према процени из 2011. у насељу је живело 104 становника. Насеље се налази на надморској висини од 123 м.